# Koeweit op de Olympische Zomerspelen 1984
Koeweit nam deel aan de Olympische Zomerspelen 1984 in Los Angeles, Verenigde Staten. Net als bij de vier eerdere deelnames werd geen medaille gewonnen.

## Deelnemers en resultaten

### Atletiek
| Olympiër         | Onderdeel       | Resultaat | Prestatie             |
| ---------------- | --------------- | --------- | --------------------- |
| Naji Mubarak     | 110m horden (m) | 20e       | serie 3: 5de in 14,56 |
| Jasem Al-Dowaila | 400m horden (m) | 35e       | serie 6: 5de in 51,45 |

### Judo
| Olympiër         | Onderdeel | Resultaat | Prestatie                                                  |
| ---------------- | --------- | --------- | ---------------------------------------------------------- |
| Adel Al-Najadah  | -65kg (m) | 33e       | 1ste ronde: V van CAN Farrow                               |
| Yousuf Al-Hammad | -71kg (m) | 13e       | 1ste ronde: W van CIV N'Guessan 2de ronde: V van USA Swain |
| Sayed Al-Tubaikh | -78kg (m) | 20e       | 1ste ronde: vrij 2de ronde: V van USA Barron: ippon        |
| Hussain Shareef  | -86kg (m) | 18e       | 1ste ronde: V van CHI Novoa: ippon                         |
| Tareq Al-Ghareeb | -95kg (m) | 13e       | 1ste ronde: vrij 2de ronde: V van USA White: ippon         |

### Schermen
| Olympiër                                                                         | Onderdeel       | Resultaat | Prestatie                                                                              |
| -------------------------------------------------------------------------------- | --------------- | --------- | -------------------------------------------------------------------------------------- |
| Osama Al-Khurafi                                                                 | degen (m)       | 54e       | 1ste ronde groep K: 6de met 1 overwinning                                              |
| Mohamed Al-Thuwani                                                               | degen (m)       | 41e       | 1ste ronde groep D: 4de met 1 overwinning 2de ronde groep B: 6de met 1 overwinning     |
| Kazem Hasan                                                                      | degen (m)       | 43e       | 1ste ronde groep L: 2de met 3 overwinningen 2de ronde groep D: 6de met 0 overwinningen |
| Osama Al-Khurafi Abdul Nasser Al-Sayegh Ali Hasan Kazem Hasan Mohamed Al-Thuwani | degen team (m)  | 13e       | 1ste ronde groep D: 4de met 0 overwinningen                                            |
| Ahmed Al-Ahmed                                                                   | floret (m)      | 44e       | 1ste ronde groep E: 5de met 1 overwinning                                              |
| Khaled Al-Awadhi                                                                 | floret (m)      | 37e       | 1ste ronde groep I: 4de met 3 overwinningen 2de ronde groep F: 5de met 0 overwinningen |
| Kifah Al-Mutawa                                                                  | floret (m)      | 52e       | 1ste ronde groep J: 6de met 0 overwinningen                                            |
| Ahmed Al-Ahmed Khaled Al-Awadhi Kifah Al-Mutawa Mohamed Ghaloum                  | floret team (m) | 9e        | 1ste ronde groep D: 3de met 1 overwinning                                              |

### Schoonspringen
| Olympiër         | Onderdeel     | Resultaat | Prestatie                          |
| ---------------- | ------------- | --------- | ---------------------------------- |
| Abdulla Abuqrais | 3m plank (m)  | 29e       | voorronde: 29ste met 312,24 punten |
| Majed Al-Taqi    | 3m plank (m)  | 30e       | voorronde: 30ste met 299,16 punten |
| Abdulla Abuqrais | 10m toren (m) | 22e       | voorronde: 22ste met 342,03 punten |

### Zwemmen
| Olympiër          | Onderdeel            | Resultaat | Prestatie                |
| ----------------- | -------------------- | --------- | ------------------------ |
| Khaled Al-Assaf   | 100m vrije slag (m)  | 59e       | serie 6: 7de in 56,91    |
| Ahmad Al-Hahdoud  | 100m schoolslag (m)  | 47e       | serie 2: 7de in 1.13,01  |
| Isaac Atish Wa-El | 100m schoolslag (m)  | 49e       | serie 7: 8ste in 1.16,51 |
| Ahmad Al-Hahdoud  | 200m schoolslag (m)  | 41e       | serie 4: 7de in 2.37,63  |
| Adel Al-Ghaith    | 100m vlinderslag (m) | 48e       | serie 1: 7de in 1.04,62  |
| Faisal Marzouk    | 100m vlinderslag (m) | 44e       | serie 3: 7de in 1.02,00  |

Algerije · Amerikaanse Maagdeneilanden · Andorra · Antigua en Barbuda · Argentinië · Australië · Bahama’s · Bahrein · Bangladesh · Barbados · België · Belize · Benin · Bermuda · Bhutan · Birma · Bolivia · Bondsrepubliek Duitsland · Botswana · Brazilië · Britse Maagdeneilanden · Canada · Centraal-Afrikaanse Republiek · Chili · China · Chinees Taipei · Colombia · Congo-Brazzaville · Costa Rica · Cyprus · Denemarken · Djibouti · Dominicaanse Republiek · Ecuador · Egypte · El Salvador · Equatoriaal-Guinea · Fiji · Filipijnen · Finland · Frankrijk · Gabon · Gambia · Ghana · Grenada · Griekenland · Groot-Brittannië · Guatemala · Guinee · Guyana · Haïti · Honduras · Hongkong · Ierland · IJsland · India · Indonesië · Irak · Israël · Italië · Ivoorkust · Jamaica · Japan · Joegoslavië · Jordanië · Kaaimaneilanden · Kameroen · Kenia · Koeweit · Lesotho · Libanon · Liberia · Liechtenstein · Luxemburg · Madagaskar · Malawi · Maleisië · Mali · Malta · Marokko · Mauritanië · Mauritius · Mexico · Monaco · Mozambique · Nederland · Nederlandse Antillen · Nepal · Nicaragua · Nieuw-Zeeland · Niger · Nigeria · Noord-Jemen · Noorwegen · Oeganda · Oman · Oostenrijk · Pakistan · Panama · Papoea-Nieuw-Guinea · Paraguay · Peru · Portugal · Puerto Rico · Qatar · Roemenië · Rwanda · Salomonseilanden · Samoa · San Marino · Saoedi-Arabië · Senegal · Seychellen · Sierra Leone · Singapore · Soedan · Somalië · Spanje · Sri Lanka · Suriname · Swaziland · Syrië · Tanzania · Thailand · Togo · Tonga · Trinidad en Tobago · Tsjaad · Tunesië · Turkije · Uruguay · Venezuela · Verenigde Arabische Emiraten · Verenigde Staten · Zaïre · Zambia · Zimbabwe · Zuid-Korea · Zweden · Zwitserland